# Щитко, Анджей
Анджей Щитко (9 октября 1955, Граево — 11 июня 2021) — польский актёр, театральный режиссер, профессор театрального искусства.

## Биография
Анджей Щитко окончил Государственную академию кино, телевидения и театра им. Л. Шиллера в Лодзи в 1978 г. и Гудменовскую школу драмы в Университете Де Поля в 1980 году. С 1990 года работает преподавателем, с 2000 года профессор театрального искусства. Работал актером с такими известными режиссерами, как М. Грабовский, Г. Мрувчинский, К. Люпа.
Создал более 100 ролей на сценах Драматического театра им. А. Венгерка в Белостоке (1978-80), где сыграл также Иуду в спектакле «Прощай, Иуда», Польского театра в Щецине (1980), Современного театра в Щецине (1981-1983), Любуского театра им. Л. Кручковского в Зеленой Гуре /1993-95/, Польского театра в Познани (1983-2000), Нового театра им. К. Деймка в Лодзи (2009-2012). Он был художественным директором Польского театра в Нью-Йорке (1991-93) и Польского театра в Познани (1998-2000).
Дебютировал в кино в 1986 году. Выступал на радио как чтец, а также как соавтор цикла передач («Радио-Меркури», Познань). Является режиссером спектаклей, среди которых в Харьковском академическом драматическом театре им. Т. Г. Шевченко: «Прощай, Юдо» И. Ірединского /2013/, «Антигона в Нью-Йорке» Януша Гловацкого /перевод с польского Александр Ирванец, 2014/, «Картотека» Тадеуша Ружевича /2017/.
Награжден медалью Министерства культуры и национального наследия Польши «Заслуженный деятель культуры Польши» (2012) и Серебряной медалью «За заслуги в культуре Gloria Artis» (2017). Лауреат премии им. Станислава И. Виткевича (2016), предоставленной Международным Институтом Театра.